# Temelucha munda
Temelucha munda är en stekelart som beskrevs av Dasch 1979. Temelucha munda ingår i släktet Temelucha och familjen brokparasitsteklar. Inga underarter finns listade i Catalogue of Life.